# Libor Hrdlička
Libor Hrdlička (ur. 2 stycznia 1986 w Bratysławie) – słowacki piłkarz występujący na pozycji bramkarza. Wychowanek Interu Bratysława, w swojej karierze grał także w takich zespołach jak 1. FC Brno, MFK Ružomberok, Metałurh Zaporoże, Dinamo Tbilisi oraz Ruch Chorzów. Były reprezentant Słowacji do lat 18.

## Kariera klubowa
Libor Hrdlička jest wychowankiem słowackiego klubu Inter Bratysława, gdzie przebywał do roku 2005. Drugim klubem w karierze Libora był czeski pierwszoligowy klub 1. FC Brno, gdzie zadebiutował 6 maja 2007 roku w meczu przeciwko FK Mladá Boleslav.
W 2010 roku podpisał kontrakt ze słowackim klubem MFK Ružomberok, w którym zadebiutował już 3 marca 2010 roku. W tamtym roku jego klub zakończył rozgrywki Fortuna Liga na piątym miejscu, a Libor przebił się na stałe do podstawowego składu. W październiku 2012 roku rozwiązał kontrakt z klubem.
Kolejnym klubem w karierze słowackiego piłkarza był ukraiński Metałurh Zaporoże, z którym podpisał kontrakt w roku 2013. Jego debiut w bramce popularnych Kozaków przypadł na 15 marca 2013 roku, kiedy jego zespół mierzył się z Karpaty Lwów w ramach 21. kolejki ukraińskiej Premier Liha.
W roku 2015 Libor Hrdlička po raz kolejny zmienił otoczenie przechodząc do gruzińskiego klubu Dinamo Tbilisi. Z gruzińskim klubem wywalczył mistrzostwo w lidze i dwukrotnie Puchar Gruzji w piłce nożnej.
We wrześniu 2016 roku związał się umową z polskim klubem Ruch Chorzów. W Ekstraklasie występował przez jeden sezon, który zakończył się spadkiem Ruchu do I ligi. W kolejnym sezonie w barwach Ruchu zanotował 15 występów, a sezon zakończył się kolejnym spadkiem. Po zakończeniu sezonu władze Ruchu poinformowały, że nie przedłużą z nim kontraktu. Miesiąc później związał się z zespołem słowackiej ekstraklasy – AS Trenčín.

## Statystyki kariery klubowej
(aktualne na dzień 26 sierpnia 2018)
| Klub              | Sezon   | Liga          | Liga  | Liga   | Puchar | Puchar | Europa | Europa | Suma  | Suma   |
| Klub              | Sezon   | Liga          | Mecze | Bramki | Mecze  | Bramki | Mecze  | Bramki | Mecze | Bramki |
| ----------------- | ------- | ------------- | ----- | ------ | ------ | ------ | ------ | ------ | ----- | ------ |
| MFK Ružomberok    | 2009/10 | Fortuna Liga  | 13    | 0      | 0      | 0      | –      | –      | 13    | 0      |
| MFK Ružomberok    | 2010/11 | Fortuna Liga  | 23    | 0      | 0      | 0      | –      | –      | 23    | 0      |
| MFK Ružomberok    | 2011/12 | Fortuna Liga  | 30    | 0      | 0      | 0      | –      | –      | 23    | 0      |
| Ogólnie           | Ogólnie | Ogólnie       | 66    | 0      | 0      | 0      | -      | -      | 66    | 0      |
| Metałurh Zaporoże | 2012/13 | Premier Liha  | 10    | 0      | 0      | 0      | –      | –      | 10    | 0      |
| Metałurh Zaporoże | 2013/14 | Premier Liha  | 14    | 0      | 1      | 0      | –      | –      | 15    | 0      |
| Metałurh Zaporoże | 2014/15 | Premier Liha  | 1     | 0      | 0      | 0      | –      | –      | 1     | 0      |
| Ogólnie           | Ogólnie | Ogólnie       | 25    | 0      | 1      | 0      | -      | -      | 26    | 0      |
| Dinamo Tbilisi    | 2014/15 | Umaglesi Liga | 10    | 0      | 4      | 0      | –      | –      | 14    | 0      |
| Dinamo Tbilisi    | 2015/16 | Umaglesi Liga | 21    | 0      | 5      | 0      | 2      | 0      | 28    | 0      |
| Ogólnie           | Ogólnie | Ogólnie       | 31    | 0      | 9      | 0      | 2      | 0      | 42    | 0      |
| Ruch Chorzów      | 2016/17 | Ekstraklasa   | 25    | 0      | 0      | 0      | –      | –      | 25    | 0      |
| Ruch Chorzów      | 2017/18 | 1 liga        | 15    | 0      | 1      | 0      | –      | –      | 16    | 0      |
| Ogólnie           | Ogólnie | Ogólnie       | 40    | 0      | 1      | 0      | -      | -      | 41    | 0      |
| AS Trenčín        | 2018/19 | Fortuna Liga  | 0     | 0      | 0      | 0      | 0      | 0      | 0     | 0      |

## Sukcesy

### Dinamo Tbilisi
- Mistrzostwo Gruzji: 2015/2016
- Puchar Gruzji: 2014/2015, 2015/2016